# 戴安娜與阿克泰翁
戴安娜與阿克特翁是奧維德《變形記》中的一個故事，記載的是卡德摩斯的孫子、年轻獵人阿克特翁與正在沐浴的女神狄安娜相遇，後者一怒之下將阿克特翁變成了牡鹿，并剝奪了他說話的能力，之後狄安娜離開，而阿克特翁則被他的獵人夥伴及獵犬殺死。

## 藝術創作
- 《戴安娜與阿克特翁》：瓦加诺娃和凯萨勒·普尼的一出芭蕾舞劇。
- 《戴安娜與阿克特翁》：提香的繪畫作品。
- 《戴安娜與阿克特翁》：托馬斯·庚斯博羅畫作。